# Нури Билге Џејлан
Нури Билге Џејлан (тур. Nuri Bilge Ceylan; Истанбул, 26. јануар 1959) турски је филмски редитељ, продуцент, сценариста и фотограф. Његов филм Зимски сан освојио је Златну палму у Кану 2014.

## Биографија
Џејлан је рођен у Истанбулу 26. јануара 1959. године. Његово интересовање за фотографију почело је са 15 година. Док је студирао на Босфорском универзитету, учествовао је у биоскопским и фотографским клубовима и правио је фотографије налик онима за пасош како би зарадио новац. Након што је дипломирао електротехнику на универзитету, отишао је у Лондон и Катманду, у Непал, да одлучи шта жели да ради у животу. Затим се вратио у Анкару, Турска, на одслужење војног рока. Када је био у војсци, открио је да је кинематографија за њега.

## Стил и теме
Џејланови филмови се баве отуђењем појединца, егзистенцијализмом, монотонијом људских живота и детаљима свакодневнице. Користи статичне снимке и дугачке кадрове, обично у природном окружењу, као и игру са звуком, укључујући филмску употребу тишине. Познат је по томе што свог протагониста снима отпозади, и што, по његовом мишљењу, оставља публици да спекулише о мучним емоцијама ликова чија су лица невидљива у кадру. Џејланови први филмови су снимљени са ниским буџетом, са глумцима који су се углавном састојали од глумаца-аматера, од којих су већина били његова породица и комшије.

## Филмографија
Џејлан је отпочео каријеру краткометражним играним филмом Коза, који је режирао, писао и продуцирао. Након краткометражног играног филма, снимио је девет дугометражних: Касаба (1997), Мајски облаци (1999), Хладан (2002), Климе (2006), Три мајмуна (2006), Било једном у Анадолији (2011), Зимски сан (2014), Дрво дивље крушке (2018) и О сувим травама (2023).

## Лични живот
Ожењен је филмском редитељком, фотографкињом и глумицом Ебру Џејлан, са којом је играо у филму Клима (2006). Режирао је неколико филмова његовог рођака Мехмета Емина Топрака, познатог турског глумца.
Џејлан је навео сопствених десет омиљених филмова у Анкети о најбољим филмовима 2012. године у организацији Sight & Sound: Андреј Рубљов (1966), Au Hasard Balthazar (1966), L'Avventura (1960), L'Eclisse (1962), Касно пролеће (1949), A Man Escaped (1956), Огледало (1975), Сцене из брака (1973), Срамота (1968) и Токијска прича (1953).